# Transport Tycoon
Transport Tycoon is een bedrijfssimulatie- en strategiespel uit 1994 waarin de speler een transportbedrijf bestuurt en het moet opnemen tegen rivaliserende bedrijven in een strijd om het grootste transportimperium. Door passagiers en goederen te vervoeren over de weg, via het spoor, over het water en door de lucht komen er inkomsten binnen waarmee nieuwe infrastructuur en vervoermiddelen kunnen worden aangekocht. Het spel werd geprogrammeerd door Chris Sawyer en werd uitgegeven door MicroProse. Het spel kan met de muis en of toetsenbord bestuurd worden.

## Platforms
| Jaar | Platform              |
| ---- | --------------------- |
| 1994 | DOS                   |
| 1997 | PlayStation           |
| 2013 | Android, iPad, iPhone |

## Ontvangst
| Beoordeeld door                | Platform    | Datum            | Score |
| ------------------------------ | ----------- | ---------------- | ----- |
| Coming Soon Magazine           | DOS         | oktober 1994     | 94%   |
| PC Games (Duitsland)           | DOS         | november 1994    | 86%   |
| Power Play                     | DOS         | november 1994    | 85%   |
| ASM (Aktueller Software Markt) | DOS         | november 1994    | 83%   |
| PC Player (Duitsland)          | DOS         | december 1994    | 82%   |
| Privat Computer PC             | DOS         | 1995             | 80%   |
| Computer Gaming World (CGW)    | DOS         | maart 1995       | 80%   |
| NowGamer                       | PlayStation | 1 september 1997 | 78%   |
| Chip Power Play                | iPhone      | november 2013    | 70%   |
| Absolute Playstation           | PlayStation | juli 1997        | 65%   |

## Vervolgen
- In 1995 kwam er een vervolg op het spel, genaamd Transport Tycoon Deluxe.
- Na negen jaar kwam Chris Sawyer met een vervolg op Transport Tycoon: Locomotion.
- Er is een opensourcekloon OpenTTD, die nog steeds te downloaden is.